# Saumur
Saumur je mesto in občina v zahodni francoski regiji Loire, podprefektura departmaja Maine-et-Loire. Leta 1999 je mesto imelo 29.857 prebivalcev.

## Geografija
Kraj leži v zahodni Franciji ob reki Loari nedaleč stran od izliva reke Thouet vanjo.

## Administracija
Saumur je sedež dveh kantonov:
- Kanton Saumur-Jug (del občine Saumur, občine Artannes-sur-Thouet, Chacé, Distré, Fontevraud-l'Abbaye, Montsoreau, Parnay, Rou-Marson, Souzay-Champigny, Turquant, Varrains, Verrie),
- Kanton Saumur-Sever (del občine Saumur, občine Les Rosiers-sur-Loire, Saint-Clément-des-Levées, Saint-Martin-de-la-Place).

Mesto je prav tako sedež okrožja, v katerem so poleg njegovih dveh vključeni še kantoni Allonnes, Baugé, Doué-la-Fontaine, Gennes, Longué-Jumelles, Montreuil-Bellay, Noyant in Vihiers s 129.222 prebivalci.

## Zgodovina
V Saumurju je od 1604 do preklica Nantskega edikta 1685 delovala Teološka akademija hugenotov.
Ozemlje Saumurja je bilo na začetku druge svetovne vojne prizorišče bitke, ene od zadnjih dejanj velike bitke za Francijo, ki se je odvijala že po odloku generala Pétaina o prenehanju bojev 17. junija 1940.

## Znamenitosti
- Grad Château de Saumur, prvotno zgrajen v 10. stoletju kot del obrambe pred Normanskimi vpadi, uničen 1067, ponovno zgrajen pod Henrikom II. v poznem 12. stoletju, od 1862 na seznamu francoskih zgodovinskih spomenikov.
- cerkev sv. Petra iz 12. do 17. stoletja,
- Državna konjeniška šola, ustanovljena 1814, sedež konjeniškega elitnega moštva Cadre Noir, središče francoskega konjeništva,

## Pobratena mesta
- Asheville, Severna Karolina (ZDA),
- Havelberg (Nemčija),
- Ruşeţu (Romunija),
- Verden (Nemčija),
- Warwick (Združeno kraljestvo).